# فرشته‌ماهی زنگاری
فرشته‌ماهی زنگاری (نام علمی: Centropyge ferrugata) نام یک گونه از سرده فرشته‌ماهی‌های کوتوله است.